# 普卢泽朗布尔
普卢泽朗布尔（法語：Plouzélambre，法語發音：[pluzelɑ̃bʁ]）是法国阿摩尔滨海省的一个市镇，位于该省西北部，属于拉尼永区。

## 地理
普卢泽朗布尔（48°38'33"N, 3°32'31"W）面积7.84 平方千米，位于法国布列塔尼大區阿摩尔滨海省，该省份为法国西北部沿海省份，位于布列塔尼半岛北部，北濒大西洋英吉利海峡，西接菲尼斯泰尔省，南至莫尔比昂省，东临伊勒-维莱讷省。
与普卢泽朗布尔接壤的市镇（或旧市镇、城区）包括：朗韦莱克、普卢阿雷特、普卢米约、圣米歇尔昂格雷沃、特雷迪代尔。

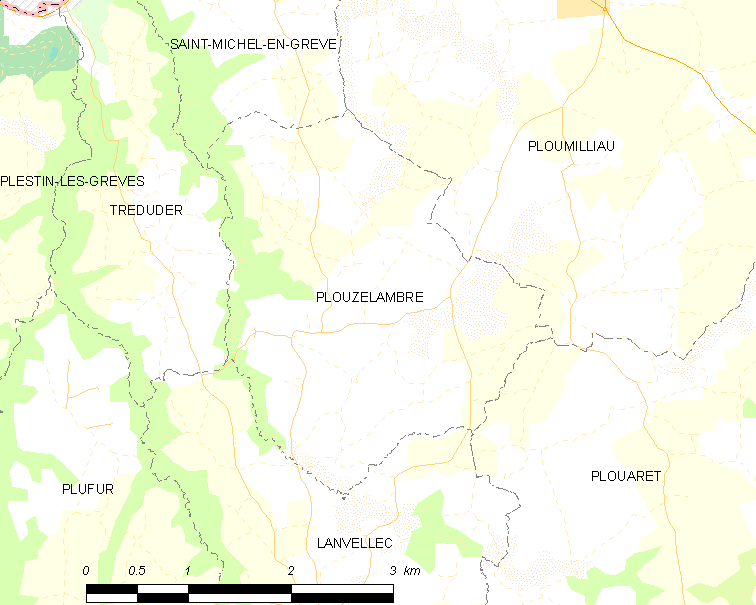
普卢泽朗布尔的OSM定位图

普卢泽朗布尔的时区为UTC+01:00、UTC+02:00（夏令时）。

## 行政
普卢泽朗布尔的邮政编码为22420，INSEE市镇编码为22235。

## 政治
普卢泽朗布尔所属的省级选区为普莱斯坦莱格雷沃县。

## 人口

1962-2008年间普卢泽朗布尔人口变化图示

普卢泽朗布尔于2022年1月1日时的人口数量为202人。